# Мошинский, Адольф
Адольф Мошинский (хорв. Adolf Mošinsky), урождённый Адольфус Игнатиус Иоаннес Непомук (р. 1843, Доньи-Михольяц) — хорватский дворянин, политик, 17-й мэр Загреба. Пробыл на этом посту три срока подряд, 12 лет — с 1892 по 1904 год — дольше мэром был только Милан Бандич.
В 1864 году окончил Классическую гимназию в Загребе, затем учился в Вене и Будапеште. Был женат на Жюстине Шупликац.
Одним из наиболее важных достижений Мошинского на посту мэра было строительство с нуля системы городской канализации и превращение Медвешчака в подземный канал. При Мошинском население Загреба выросло на 30 процентов, было построено много достопримечательностей, таких как, например, Хорватский национальный театр. Мошинский также способствовал развитию такси в Загребе и сам стал первым пассажиром водителя Тадия Бартоловича в 1901 году.